# Love Machine (chanson de Melissa Mars)
Pour les articles homonymes, voir Love Machine.
Singles de Melissa Mars
1980 Et si nous 2
Pistes de À La Recherche De L'amour Perdu
Metal Boy 1h13
Love Machine est un single de Melissa Mars sorti en 2007. Il est extrait du troisième album studio de Melissa Mars, À La Recherche De L'amour Perdu. Le titre est diffusé sur les sites de téléchargement légal de musique à partir de juin 2007, mais le clip n'est diffusé qu'en septembre 2007, au moment de la sortie de l'album.

## Formats
CD maxi
1. Love Machine (Version originale)  03:30
2. Love Machine (Junior Caldera remix) 05:37
3. Love Machine (The Summer of Love remix by Clarence)  05:53
4. Love Machine (Junesex remix)  03:28
5. Love Machine (Hooligans remix by Adam Kesher)  04:58
6. Love Machine (The Summer of Love remix by Clarence - English version) 05:54